# Ducos
Ducos là một xã thuộc tỉnh Martinique nước Pháp. Xã này nằm ở khu vực có độ cao từ 0-160 mét trên mực nước biển. Dân số theo điều tra năm 1999 của INSEE là 16.468 người.